# Jovánovics László
Jovánovics László (Komló, 1973. január 13. −) magyarországi cigány festőművész.

## Életútja, munkássága
Egy nagyon szegény ötgyermekes családban nőtt fel, az édesanya egyedül nevelte őket. Az általános iskolában Ladányi Lívia rajztanárnő figyelt fel Jovánovics László rajztehetségére, sőt rajzversenyen való részvételre is biztatta, sikerült is első helyezést elérnie. A rajzverseny után a Néprajzi Múzeum is vásárolt tőle képet, sőt a verseny által bejutott a zánkai úttörő táborba is. Festményeit temperával és diófapáccal készítette, az általános iskolából kikerülve is bizalommal fordulhatott rajztanárnőjéhez, de a nagy szegénység miatt egy évre mégis abba kellett hagynia a festést, mert nem tudta megvásárolni a festéshez szükséges kellékeket.
A festés annyira hiányzott számára, hogy felkereste Orsós Teréz komlói festőt, hogy segítséget kérjen tőle, Orsós Teréz kisegítette a festéshez szükséges anyagokkal, de egyben mesterévé is vált, ő tanította meg neki a festészet mesterfogásait és az olajfestés technikáját, azóta is olajtechnikával fest. Orsós Teréz összeismertette Jovánovicsot más cigány alkotókkal a pécsi Cigány Kulturális és Közművelődési Egyesületben, melynek Jovánovics is tagja lett. Orsós Teréz elhívta őt tárlatokra, 1999 óta Jóvánovics is kiállító művész, 1999-ben 11 belföldi kiállítása volt, 2000-ben már Budapesten a Néprajzi Múzeumban volt időszakos kiállítása. 2003 óta a Cigány Ház alkotótáboraiban működik, és az alkotótábori csoportos kiállításokon szerepelnek képei. Képei megtalálhatók a Cigány Ház képzőművészeti közgyűjteményében, a pécsi Rácz Aladár Közösségi Ház állandó kiállításán, a Gandhi Gimnáziumban és a Pécsi Tudományegyetem Romológia és Nevelésszociológia Tanszékén. A 2009-es Cigány festészet című reprezentatív albumban megjelentették életrajzát és négy olajfestményét.

## ACigány festészetcímű albumba beválogatott képei
- Földanya (olaj, farost, 41x60 cm, 1997)
- Cigány pár (olaj, farost, 60x80 cm, 1995)
- Ördög (olaj, farost, 40x60 cm, 1999)
- Hatvan év (olaj, farost, 40x60 cm, 2004)[1][2]

## Kiállításai (válogatás)

### Egyéni
- 1999 • Komló
- 2000 • Néprajzi Múzeum, Budapest

### Csoportos
2003 • Cigány Ház Alkotótábor kiállítása, Budapest.